# Wutz Albert
Wutz Albert (Vermes; Liesing-Kalksburg, 1858. november 28. - Budapest, 1908. január 26.) főreáliskolai tanár.

## Élete
Kalksburgban (ma Bécs része) töltötte gyermekkorát. A gimnáziumot Pesten, majd Kecskeméten végezte. A Budapesti Egyetemen bölcseleti, pedagógiai és irodalmi előadásokat hallgatott. 1882-ben tanári vizsgát tett bölcseletből és magyar nyelvből és irodalomból. Ezután a Budapesti Egyetem Könyvtáránál, mint díjnok nyert néhány hónapig alkalmazást.
1883-ban a budapesti VIII. kerületi (zerge utcai) főreáliskolához került helyettes tanárnak. Miután a német nyelvből is tett tanári vizsgát, 1885-ben választották meg a magyar és német nyelv rendes tanárává. Egyúttal a budapesti László Mihály nyilvános főgimnáziumban 1891-1893 között a német nyelvet és bölcseletet tanította.
1904-ben Wutz családi nevét Vermesre magyarosította. 1906-ban súlyos idegbaja miatt nyugalomba vonult.
Cikkei a Petőfi-Társaság Lapjában (1878. II. Shakespeare franczia alakban, Lafayette Mária, Moratin Leander, 1878. II. Pope Sándor), a Protestáns Néptanítóban, a Magyarországban jelentek meg.
Álneve: Szentesi Albert.

## Művei
- 1879 Shakespeare és az ó-angol színjáték. Magyarország 1879/67.
- 1881 A római nevelés és oktatásügy. A legrégibb kortól kezdve Augustusig (754–30 K. e.). Budapest. (Ism. Ált. Tanügyi Közlöny. Arad, 1881/21)
- 1885 A régi Róma oktatásügye. Arad, 1885. (Különny. a budapesti VIII. ker. főreáliskola Értesítőjéből. Ism. Egyet. Philol. Közlöny.)
- 1887 Néhány szó a szülékhez. Arad, 1887. (Különny. ugyanabból.)
- 1887 A magyarországi fő- és középiskolák Névkönyve. VII. évf. 1887. Arad.
- Nehány őszinte szó a szülőkhöz. Arad.
- 1890 Az iskola fegyelme. Arad. (Különnyomat a Polgári Iskolából)
- 1891 Gróf Bethlen Miklós és önéletírása. Arad. (Különny. a Prot. Néptanítóból)
- 1892 A szülők befolyása az erkölcsi nevelés sikerére. Arad. (Különnyomat a dr. László-féle főgymnasium Értesítőjéből)
- Család és Iskola. Protestáns Néptanító.